# 江苏银行
江蘇銀行（英語：Bank of Jiangsu），即江苏银行股份有限公司（英語：Bank of Jiangsu Co., Ltd），是江苏省内最大的地方性股份制商业银行，亦是中国大陆第二家赤道银行，城市商业银行中第一家赤道银行。目前，在江苏省外设有北京分行、上海分行、深圳分行、杭州分行、宁波分行。在省内各地级市设分行，各县、区设支行。

## 历史

### 江苏各市的城市商业银行时期

##### 无锡市商业银行
无锡市商业银行是在无锡市原29家信用社基础上，由无锡市地方财政牵头出资组建成立的无锡市第一家地方股份制商业银行。于1998年1月26日正式对外挂牌营业。至2004年，其拥有近125个营业网点,营业网点遍布无锡城郊和江阴、宜兴两下辖县级市，全行资产总额达到了290.60亿元，总规模位列江苏省城商行第二（仅次于南京市商业银行）、全国城商行前十。其银行卡品牌为“太湖卡”。

#### 苏州市商业银行
苏州最早的城市信用社为1987年12月20日成立的苏州市沧浪城市信用合作社，至1996年有15家。1996年7月12日，苏州城市信用社联合社成立，对15家城市信用社指导监管。1997年8月19日成立苏州城市合作银行，初期注册资本金为2亿元人民币。1998年6月,更名为苏州市商业银行。2005年除苏州市区外，还在吴江区、昆山市、常熟市、张家港市设有支行。其银行卡品牌为“姑苏卡”。

##### 常州市商业银行
常州的城市信用社始于1986年。1991年4月1日，常州市城市信用合作社联社正式成立，负责对常州市区20家城市信用合作社进行监管指导，这是江苏省首个城信社联社。1998年3月,以常州城信联社及市区20家城市信用合作社为基础组建的常州市商业银行挂牌营业。其银行卡品牌为“月季卡”。

#### 扬州市商业银行
扬州商业银行是在在扬州市区原11家城市信用社的基础上重新组建起来的本地城市商业银行，于1998年1月8日开业
2001年1月8日发行借记卡——“绿杨卡”。同年通过收购江都金仝城市信用社，设立江都支行。
至2006年底组建江苏银行时，资产规模在全省十家城市商业银行中排名第四。

#### 镇江市商业银行
镇江市的城市信用社始于1985年，至1994年发展到12家。1992年9月成立了镇江市城市信用合作社中心社，负责对上述城市信用合作社进行监管指导。1998年9月28日，在镇江市城市信用合作社中心社及其17家管理社基础上成立镇江市商业银行，初始注册资本1.02亿元。

#### 南通市商业银行
南通城市合作银行由南通市区的城市信用社合并重组而来，成立于1997年5月，1998年5月更名为南通市商业银行，同年获准代理国债业务，2002年获准开办外汇业务。至2005年有30家支行，总资产150.19亿元。其银行卡品牌为“金桥卡”

#### 淮安市商业银行
淮安市区在1993年有13家城市信用社，1996年3月28日,在当地政府牵头下。淮阴市城市信用社联合社正式成立，指导管理当时淮安市区内13个城市信用社。2001年2月11日，淮阴市更名为淮安市,淮阴城市信用合作社联合社更名为淮安市城市信用合作社联合社。2001年10月18日,由淮安市城市信用合作社联合社及其辖下13家信用社合并重组的淮安市商业银行正式成立，初始有37家支行，注册资本1.3亿元。2005年，淮安商行增资2亿元。其银行卡品牌为“九州卡”。

#### 连云港市商业银行
1996年，连云港市区的7家城市信用社联合成立“连云港市城市信用合作联社”，2001年12月26日，连云港市商业银行在上述7家和城信社联社的基础上挂牌成立。

#### 徐州市商业银行
徐州市商业银行是在徐州市城市信用联社及其所属20家城市信用社的基础上改组而成，于2000年10月18日宣告成立。初始注册资金1.5亿元，有24家支行。其银行卡品牌为“彭城卡”。

#### 盐城市商业银行
盐城市商业银行是在盐城市区8家城市信用社、12家城区内的农村信用社为基础组建的，1998年创立。下辖20个支行,56 个营业网点,初始注册资本1.5亿元。2003年3月，发行银行卡——“金鹤卡”。

### 省级商业银行时期
江苏银行于2007年1月24日正式挂牌开业，是江苏省唯一一家省属地方法人银行。
江苏银行是在江苏省内无锡、苏州、南通、常州、淮安、徐州、扬州、盐城、镇江、连云港10家城市商业银行基础上，按照“新设合并统一法人，综合处置不良资产，募集新股充实资本，构建现代银行体制”的总体思路合并重组而成的现代股份制商业银行，开创了地方法人银行改革的新模式。
2016年6月28日，江蘇銀行發行11.5445億普通股（A股），每股6.27元，扣除發行費用後，預計募集資金總額71.29億人民幣，并将于8月2日在上海证券交易所上市。
2024年11月27日。江苏银行第六届董事会第十三次会议通过了收购盛京银行发起的宁波江北富民村镇银行并设立分行。并于2025年5月23日获得许可设立宁波分行。

## 图集

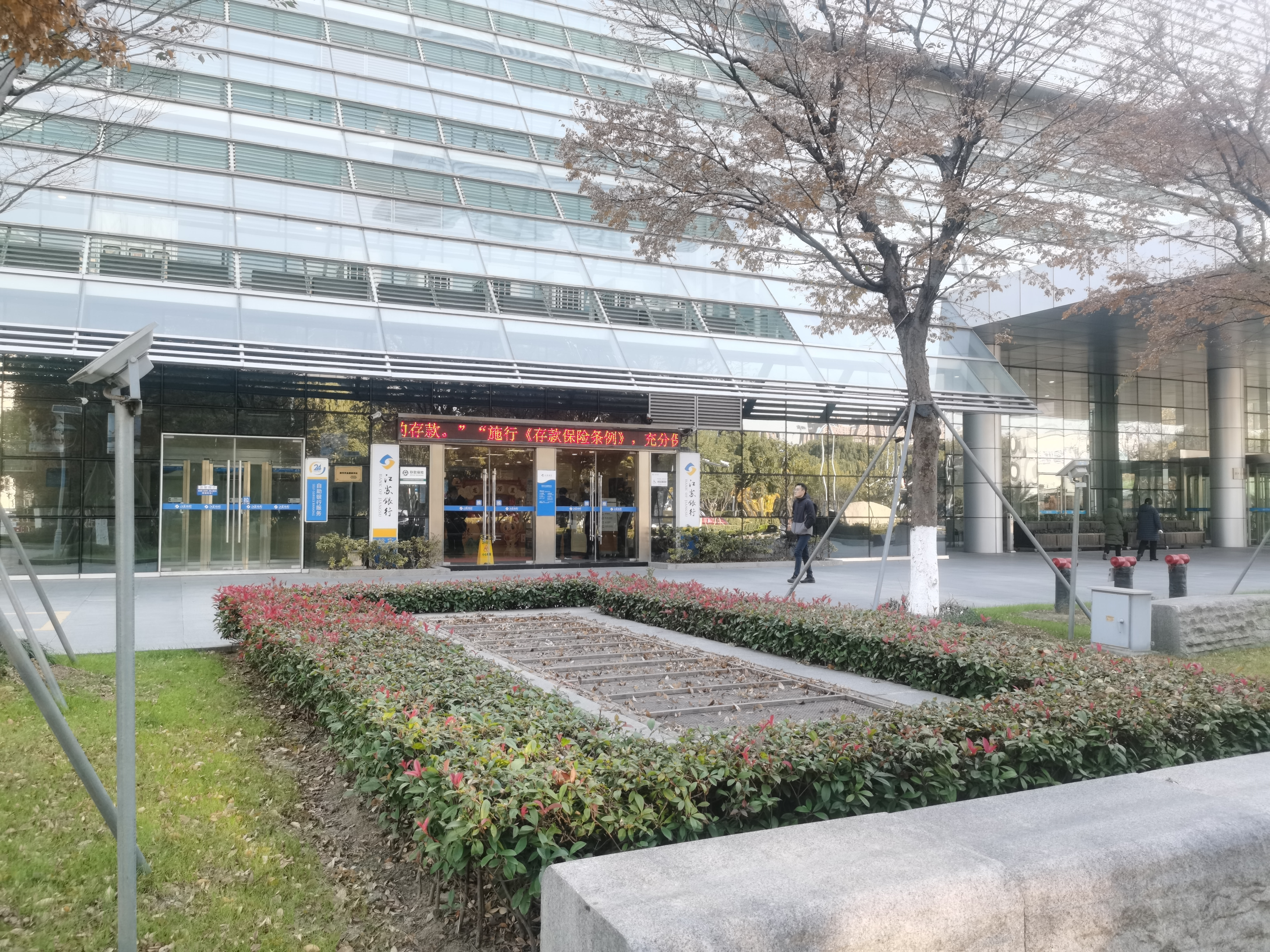
苏州分行
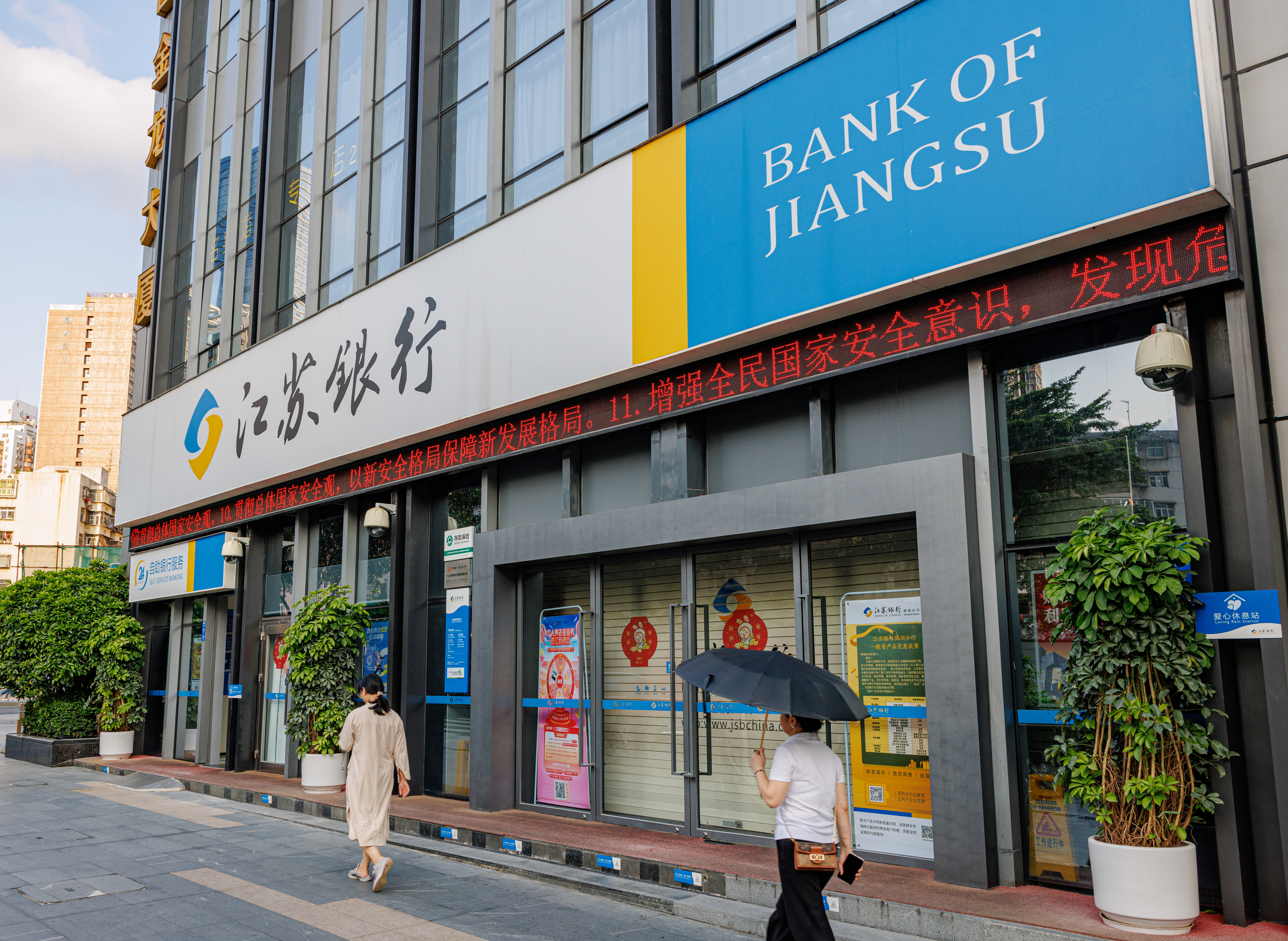
深圳罗湖支行